# Roger Waters: The Wall
Roger Waters: The Wall is een concertfilm en livealbum uit 2014 van Roger Waters en Sean Evans. De film ging in première op 6 september op het internationaal filmfestival van Toronto.
De film bestaat uit beelden van de concerttoer The Wall Live van 2010 tot 2013, terwijl Roger Waters zelf het verhaal van het album The Wall vertelt.

## Tracklist
1. In the Flesh?
2. The Thin Ice
3. Another Brick in the Wall (part one)
4. The Happiest Days of Our Lives
5. Another Brick in the Wall (part two)
6. The Ballad of Jean Charles de Menezes
7. Mother
8. Goodbye Blue Sky
9. Empty Spaces
10. What Shall We Do Now?
11. Young Lust
12. One of My Turns
13. Don't Leave Me Now
14. Another Brick in the Wall (part three)
15. The Last Few Bricks
16. Goodbye Cruel World
17. Hey You
18. Is There Anybody Out There?
19. Nobody Home
20. Vera
21. Bring the Boys Back Home
22. Comfortably Numb
23. The Show Must Go On
24. In the Flesh
25. Run Like Hell
26. Waiting for the Worms
27. Stop
28. The Trial
29. Outside the Wall